# Hullur, Sindhnur
Hullur là một làng thuộc tehsil Sindhnur, huyện Raichur, bang Karnataka, Ấn Độ.